# Ludvig Bergöö
Ludvig Bergöö, född 9 december 1997 i Stockholm, är en svensk bågskytt. Ludvig Bergöö började skjuta pilbåge som barn och redan vid sitt första junior-SM 2011 tog han hem tre guld i långbåge (tavla, fält och jakt). 2017 bytte Bergöö klass till compound.
Meriter:
- 2014 SM-guld långbåge utomhus

- 2022 SM-brons compound inomhus
- 2024 SM-guld mixed compound tillsammans med Jennifer Winsenne
- 2024 SM-brons compound inomhus
- 2025 SM-guld mixed compound tillsammans med Jennifer Winsenne
- 2025 SM-guld individuellt inomhus
- 2025 SM-guld lag inomhus